# Amtsgericht Stolp
Das Amtsgericht Stolp war ein preußisches Amtsgericht mit Sitz in Stolp, Provinz Pommern.

## Geschichte
In Stolp bestand von 1849 bis 1879 das Kreisgericht Stolp. Das königlich preußische Amtsgericht Stolp wurde mit Wirkung zum 1. Oktober 1879 als eines von sieben Amtsgerichten im Bezirk des Landgerichtes Stolp im Bezirk des Oberlandesgerichtes Stettin gebildet. Der Sitz des Gerichtes war Stolp. Sein Gerichtsbezirk umfasste den Kreis Stolp ohne die Teile die den Amtsgerichten Bütow und Lauenburg zugeordnet waren sowie aus dem Kreis Schlawe der Amtsbezirk Reddenthin. Aus dem Kreis Rummelsburg der Amtsbezirk Gumenz, der Gemeinde- und Amtsbezirk Darsekow aus dem Amtsbezirk Barnow sowie die Gemeinde- und Gutsbezirke Sellin und Adlig Starkow aus dem Amtsbezirk Zettin. Am Gericht bestanden 1880 sechs Richterstellen. Das Amtsgericht war damit das größte Amtsgericht im Landgerichtsbezirk. Gerichtstage wurden in Glowitz und Schmolsin gehalten.
Im Jahre 1945 wurden der größte Teil Pommerns, darunter der Sprengel des Amtsgerichtes Stolp, unter polnische Verwaltung gestellt und die deutschen Bewohner vertrieben. Damit endete die Geschichte des Amtsgerichtes Stolp. Unter polnischer Verwaltung entstand das Sąd Rejonowy w Słupsku (1950–1975: Sąd Powiatowy w Słupsku).